# Klass 9A
Klass 9A är en svensk tv-serie producerad av Strix, som hade premiär i SVT under våren 2008.

## Säsong 1
En klass som går skolår nio på Johannesskolan i Malmö, undervisades under höstterminen 2007 endast av en grupp på åtta särskilt utvalda lärare. Målet var att klassen skall bli "en av Sveriges tre bästa", vilket definieras som att mer än hälften får något av de två högsta betygen väl godkänt eller mycket väl godkänt i svenska, engelska och matematik.
Tv-serien Klass 9A har fått kritik för att man framställt niondeklassen som sämre än den var. Visserligen har Johannesskolan haft bland de sämsta studieresultaten i Sverige. Under de senaste två åren har 40 procent avslutat grundskolan utan fullständiga betyg i kärnämnena och därmed varit hänvisade till det individuella programmet på gymnasiet. Men i den klass som följdes i tv-programmet hade dock 17 av 20 godkänt betyg i kärnämnena svenska, engelska och matematik under föregående termin. Totalt 10 av 20 elever hade väl godkänt eller mycket väl godkänt i engelska.
Betygen höjdes mycket riktigt för eleverna i klass 9A inför skolavslutningen. Men på gymnasiet visade det sig att dessa elever, liksom eleverna från parallellklassen 9B (som också fick hjälp i samband med tv-serien), hade sämre kunskaper i engelska och matematik än Malmöelever i allmänhet i förhållande till sina betyg.
Pilotstudien för Klass 9A gjordes på Rosengårdsskolan i Malmö. Kritiker har ifrågasatt varför tv-serien inte fullföljdes där istället för på en mindre problematisk skola, då syftet med serien var att visa att superpedagoger kan vända en negativ utveckling.

## Säsong 2
Serien återupptogs 2011, denna gång i Mikaelskolan i Örebro. Programmet Klass 9A har fått betydande uppmärksamhet i svenska medier.
I maj 2011 kom det fram att klassens anteckningar från Stavros Loucas matematiklektioner var identiska med delar av det nationella provet. Efter att ha sett dessa elevanteckningar kommenterade Katarina Kjellström, Skolverkets konstruktör: "Det är fusk, jag kan inte komma på ett hårdare ord". Elisabeth Brynje Starfelt, rektor på Mikaelskolan, har fattat beslutet att Loucas matematikelever måste göra om provet.
Louca själv hävdar att han gått igenom många tidigare nationella prov i matematik och kartlagt de mest förekommande frågorna, men inte sett årets prov i förväg. . Thomas Holmqvist, Loucas kollega på Rinkebyskolan och medpedagog i Klass 9A, har tagit Louca i försvar och framhållit att endast rektorn har tillgång till det nationella provet. Det hade krävts en konspiration med flera personer inblandade för att Louca skulle ha fått dessa uppgifter i förtid.
Örebro kommun har utrett dessa påståenden om fusk och kommit fram till att Louca inte fuskat och att de nationella proven förvarats som de skulle, förseglade i ett låst dokumentskåp i rektorns låsta rum. Vid det omprov som hela niondeklassen på Mikaelskolan gjorde den 12 maj försämrades resultatet för 9A något mer än för övriga niondeklassare, tidigare uppgifter indikerade förbättrade resultat